# Синкава, Ёдзи
Ёдзи Синкава (яп. 新川 洋司 Синкава Ё:дзи, род. 25 декабря 1971, Хиросима, Япония) — японский художник. Наиболее известен как главный дизайнер персонажей и конструктор мехов франшизы Metal Gear.

## Биография
Ёдзи родился в Хиросиме 25 декабря 1971 года. В 1994 году после окончания Киотского университета Сэйка начал работать в Konami. Сначала работал отладчиком для PC-98 версии Policenauts. Он стал арт-директором более поздних консольных портов игры, а затем главным дизайнером персонажей мехов для серии Metal Gear. Он был арт-директором всех игр Metal Gear Solid, созданных Хидэо Кодзимой, а также проектировал персонажей для Metal Gear Solid: Portable Ops и Metal Gear Rising: Revengeance. Является ведущим художником и дизайнером персонажей для Kojima Productions.
Он был вдохновлён художниками аниме и манги, такими как Ёсикадзу Ясухико и Ёситака Амано, а также западными художниками, такими как Фрэнк Миллер, Обри Бёрдслей и Вилли Погани. Он также черпает вдохновение у французских художников, таких как Мёбиус. Синкава использует фломастеры, особенно Pentel Brush Pen, а также Adobe Photoshop и Corel Painter. Он фанат хэви-метала и таких исполнителей, как Megadeth, Rage, Killswitch Engage и Ингви Мальмстин.

## Работы
- Policenauts (1994)
- Metal Gear Solid (1998)
- Metal Gear: Ghost Babel (2000) (рекламные иллюстрации)
- Зона Концов (2001)
- Metal Gear Solid 2: Sons of Liberty (2001)
- Зона Концов: Второй бегун (2003)
- Фу -ун Синсэнгуми (2004)
- Metal Gear Solid 3: Snake Eater (2004)
- Metal Gear 2: Solid Snake (2004) (изменённые портреты персонажей для переизданий)
- Фу-ун Бакумацу-ден (2005)
- Metal Gear Solid: Portable Ops (2006)
- Metal Gear Solid 4: Guns of the Patriots (2008)
- Metal Gear Solid: Rising (2009 г., не выпущено) (дизайн персонажей и мехов)
- Metal Gear Solid: Peace Walker (2010)
- Busō Shinki Battle Masters Mk. II (2010) (дизайн персонажей / механика для Justice and Mimic)
- Metal Gear Rising: Revengeance (2013) (персонаж / концепт-художник)
- Metal Gear Solid V: Ground Zeroes (2014) (дизайн персонажей и мехов / арт-директор)
- Metal Gear Solid V: The Phantom Pain (2015) (дизайн персонажей и мехов / арт-директор)
- Call of Duty: Black Ops III — Zombies Хроники (2017) (художник)
- Left Alive (2019) (дизайнер персонажей)[5]
- Death Stranding (2019) (арт-директор)
- Death Stranding 2: On the Beach (2025) (арт-директор)

### Другие работы

#### Романы
- Городской Геркулес (иллюстрации)

#### Фильмы
- Годзилла: Заключительные войны (модели с монстрами и мехами)

- Тихоокеанский рубеж (Дизайн плаката, японский релиз)

#### Игрушки
- Рамка Arms / Frame Arms Girl (меха / дизайн персонажей для Бьякко)